# Get Back
〈Get Back〉은 레논-매카트니 명의로 폴 매카트니가 쓴 비틀즈의 노래로, 원래 1969년 4월 11일 "비틀즈와 빌리 프레스턴(The Beatles with Billy Preston)" 표기로 싱글 발표되었다. 다른 믹스의 노래가 이후 비틀즈 해산 이후 그들의 마지막 음반이 된 《Let It Be》 (1970)를 닫는 트랙으로 쓰인다. 싱글에 담긴 곡은 이후 컴필레이션 음반 《1967–1970》, 《20 Greatest Hits》, 《Past Masters》, 《1》에 쓰인다.
싱글은 영국, 미국, 아일랜드, 뉴질랜드, 호주, 프랑스, 서독, 멕시코에서 정상에 오른다. 이 싱글은 비틀즈 이외의 음악가가 비틀즈의 요청으로 크레딧에 게재된 유일한 사례다. 〈Get Back〉는 미국에서 처음으로 진짜 스테레오 버전이 나온 비틀즈의 첫 싱글이다. 영국에서는 〈The Ballad of John and Yoko〉의 출시 이전까지 모노로만 나왔다.

## 작곡
〈Get Back〉은 즉석적인 리프의 시작부터 여러 버전이 있는 최종 믹싱까지, 개발 과정이 낱낱이 기록된 비틀즈의 흔치않은 캐논이다. 이러한 기록물은 불법적인 형태로 부틀렉 레코드에 실렸다. 두스 설피와 레이 Schweighardtrk가 이에 대해 기록한 책이 《Get Back: The Unauthorized Chronicle of the Beatles' Let It Be Disaster》이다.
뼈대가 없었던 곡의 선율은 1969년 1월 7일 트위크넘 스튜디오의 사운드 스테이지에서 리허설 세션 도중 한 재밍에서 성장했다. 이후의 몇 분 동안 매카트니는 조지 해리슨이 쓴 〈Sour Milk Sea〉에서 나오는 가사 "Get back to the place you should be(당신이 있어야 하는 곳으로 돌아가요)"를 고친 가사 "Get back to where you once belonged(당신이 왔던 곳으로 돌아가요)"를 선보인다. 매카트니는 몇 달 전 제키 로맥스가 〈Sour Milk Sea〉를 녹음할 당시 베이스를 연주했다. 1월 9일, 매카트니는 〈Get Back〉을 더욱 발전시켜 비틀즈에게 내보인다. 이 버전에서는 "Sweet Loretta"가 마지막에 나온다. 〈Get Back〉 싱글의 홍보를 위해 출판한 기사에서 매카트니가 적기를, "스튜디오에 앉아있던 저희들은 느닷없이 짠 하고 곡을 만들었어요 ... 우린 즉시 가사를 써내려가기 시작했죠 ... 작곡을 끝낸 뒤에는 애플 스튜디오로 가서 롤러 코스터에 탄 것처럼 곡을 후다닥 녹음했어요."
《Let It Be》에 수록된 곡의 도입부에서 레논은 "달콤한 로제타의 방귀(레논의 억양 때문에 "fat"로 빗들을 수 있다.), 그녀는 자신을 청소부로 생각하지만, 그녀는 프라이팬일 뿐이에요"라고 농담한다. 곡의 끝에서 레논은 자신의 장기인 재담을 선보인다. "그룹과 우리 자신을 대신해서 고맙다는 말을 드립니다. 그리고 저희가 오디션을 통과했으면 좋겠네요" 사실 이 부분은 루프탑 콘서트에서 그가 한 말이지만, 필 스펙터가 《Let It Be》의 〈Get Back〉에 집어넣었다. 1980년, 레논이 곡에 대해 말하기를, "그건 근본적으로 거기 있던 요코를 향한 곡입니다. 매카트니는 매번 "당신이 있던 곳으로 돌아가요"를 부를 때 스튜디오에 머무르던 오노 요코를 보면서 했어요." 또한 《롤링 스톤》지에서 "〈Lady Madonna〉의 더 나은 버전이에요. 그저 돈만 축내며 고쳐 쓴 것 말이에요."라고 말했다.
〈Get Back〉의 가사를 개발하면서 매카트니는 영국의 각료 이넉 파월의 "피의 강물" 연설을 잠깐 재밍을 가지는 도중 풍자했다. 이것이 "커먼웰스 송"이라고 알려진 곡이다. 가사에는 "너 영연방으로 돌아가는 게 좋을 걸"이라는 구가 포함되어 있다. 비틀즈는 〈Get Back〉에 다양한 가사를 붙였고, 여기에서 "노 파키스타니" 버전도 나오게 된다. 인종적인 반감을 살만한 이 노래는 "... 미국은 푸에르트리코 사람이 더 이상 필요없어"나 "파키스탄 사람들이 일자리를 다 빼앗아가" 등의 미국과 영국의 이민자를 지목하는 가사가 있었다. 이 테이크는 매카트니와 해리슨이 대화를 통해 보존하기로 결정했으며, 매카트니는 이를 "항의 노래" 개념이었다고 해명했다.
1월 23일에 비틀즈는 제대로 곡을 녹음하려고 시도했다.

## 참여 인원
- 폴 매카트니 – 리드 보컬, 베이스
- 존 레논 – 리드 기타, 하모니 보컬
- 조지 해리슨 – 리듬 기타
- 링고 스타 – 드럼
- 빌리 프레스턴 – 전기 피아노

## 차트와 판매량
| 차트 (1963–64) (1969)            | 최고 순위 |
| -------------------------------- | --------- |
| 호주 켄트 뮤직 리포트            | 1         |
| 오스트리아 (Ö3 오스트리아 탑 40) | 1         |
| 벨기에 (울트라탑 50 플랑드르)    | 1         |
| 캐나다 탑 싱글 (RPM)             | 1         |
| 아일랜드 (IRMA)                  | 1         |
| 네덜란드 (싱글 톱 100)           | 1         |
| 노르웨이 (VG-리스타)             | 1         |
| 스위스 (슈바이처 히트파라데)     | 1         |
| 영국 싱글 (오피셜 차트 컴퍼니)   | 1         |
| 미국 빌보드 핫 100               | 1         |
| 미국 캐쉬박스 탑 100             | 1         |
| 서독 미디어 컨트롤 싱글 차트     | 1         |
| 차트 (1976)                      | 최고 순위 |
| 아일랜드 (IRMA)                  | 8         |
| 영국 싱글 (오피셜 차트 컴퍼니)   | 28        |

| 국가                       | 인증        | 판매량/출하량 |
| -------------------------- | ----------- | ------------- |
| 미국 (RIAA)                | 2× 플래티넘 | 2,000,000^    |
| ^출하량을 기반으로 한 인증 |             |               |

## 참고 문헌
- The Beatles (2000). 《The Beatles Anthology》. San Francisco: Chronicle Books. ISBN 0-8118-2684-8.
- Castleman, Harry; Podrazik, Walter J. (1976). 《All Together Now》. Ann Arbor, MI: Pierian Press.
- Holden, Stephen (2007년 9월 14일). “Movie Review – Across the Universe – Lovers in the '60s Take a Magical Mystery Tour”. 《The New York Times》.
- Lewisohn, Mark (1988). 《The Beatles Recording Sessions》. New York: Harmony Books. ISBN 0-517-57066-1.
- Lewisohn, Mark (1996a). 《The Complete Beatles Chronicle》. Chancellor Press. ISBN 0-7607-0327-2.
- Lewisohn, Mark (1996b). 《Anthology 3》 (booklet). Apple Records.
- Matteo, Stephen (2004). 《Let It Be》. Continuum International Publishing Group. ISBN 0-8264-1634-9.
- McKenzie, Julian (2010년 2월 19일). “Jay Leno uses Beatles song to promote his return to late night”. 《BeatleNews.com》.
- “It's hard not to LOVE the new Beatles album”. 《Miami Herald》. 2006년 11월 21일. 2006년 11월 23일에 확인함.[깨진 링크]
- Sheff, David (2000). 《All We Are Saying: The Last Major Interview with John Lennon and Yoko Ono》. New York: St. Martin's Press. ISBN 0-312-25464-4.
- Sulpy, Doug; Schweighardt, Ray (2003). 《Get Back: The Unauthorized Chronicle of the Beatles' Let It Be Disaster》. Helter Skelter Publishing. ISBN 1-900924-83-8.